# Оптом и в розницу
«Оптом и в розницу» — пятый студийный альбом российской панк-группы «НАИВ». Выпущен в 2000 году. Пластинка, в отличие от предыдущих, была широко поддержана СМИ. Песня «Суперзвезда» с этого альбома была на первом месте в «Чартовой дюжине», а клип на эту песню занимал верхние позиции в «Русской десятке» и «Двадцатке самых-самых» на MTV. В июне 2003 года альбом был переиздан. Переиздание включило в себя цифровой ремастеринг, новый буклет, а также четыре бонус-трека и два видеоклипа. Празднуя 15-летие релиза группа представила документальный фильм Архивная копия от 10 декабря 2018 на Wayback Machine.

## Список композиций
1. «Суперзвезда» — 03:52
2. «Тело» — 05:00
3. «Измена» — 04:40
4. «365 жизней» — 05:51
5. «Punxnotdead» — 00:43
6. «Домой» — 04:44
7. «Порядок и спокойствие» — 03:37
8. «Я не знаю» — 04:06
9. «Скейтборд» — 03:51
10. «Сны» — 03:59
11. «Мама-анархия» — 02:44
12. «Утро» — 03:08

Бонусные треки на переиздании
1. «Деньги» —
2. «Pet Sematary (Live)» —
3. «Суперзвезда (Live)» —
4. «Тело (Live)» —

Бонусное видео на переиздании
1. «Суперзвезда»
2. «Мама-Анархия»